# Мелант (син Андропомпа)
Мелант (грец. Μέλανθος) — в давньогрецькій міфології мессенський володар, якого прогнали Геракліди.
Мелант прибув до Аттики, де його радісно прийняв афінський володар Фімет, який одразу доручив Меланту командування військом. Прибулець одразу ж продемонструвати свою вправність у війні з фіванським царем Ксантом. Супротивники зійшлися на кордоні між Беотією та Аттикою — в містечку Еноя. Щоб не втрачати вояків, супротивники вирішили влаштувати двобій полководців. Мелант несподівано вигукнув, що бачить за спиною Ксанта бога Діоніса, і коли той обернувся, завдав смертельного удару.
Захоплені афіняни проголосили Меланта царем замість Фімета. А після смерті Меланта царем став його син Кодр.